# Dzoramut
Dzoramut (in armeno Ձորամուտ?) è un comune di 320 abitanti (2001) della Provincia di Lori in Armenia.